# Nigel Stepney
Nigel Stepney (Reino Unido, 14 de noviembre de 1958-Ashford, Kent, Inglaterra, Reino Unido, 2 de mayo de 2014) fue un mecánico de automovilismo británico.

## Carrera
Era el director del equipo y jefe de mecánicos de JRM Racing, en el Campeonato Mundial de Resistencia de la FIA. Comenzó en Fórmula 1 como mecánico en Shadow en 1977, luego siguió con Elio de Angelis a Team Lotus antes de pasar a Benetton a finales de 1980 y principios de los 90 y luego a Scuderia Ferrari con Michael Schumacher, Rory Byrne y Ross Brawn. Él era jefe de mecánicos en Ferrari y más tarde se convirtió en administrador de pruebas técnicas y carreras.
En el Gran Premio de España de 2000, Stepney se lesionó durante una parada en boxes de Michael Schumacher. Esto ocurrió cuando el alemán fue señalado para partir, mientras que Stepney aún desprendía la manguera del combustible. Sufrió ligamentos muy dañados en el tobillo. El 1 de febrero de 2007 se informó a través de Internet que Stepney estaba descontento con la reestructuración técnica de Ferrari y que quería dejar el equipo, en busca de un nuevo desafío. Sin embargo, el portavoz de la escudería italiana, Luca Colajanni, informó el sitio web Pitpass que tenía un contrato hasta el final de la temporada 2007 y que, por tanto, se alojaba en Ferrari.
El 23 de febrero de 2007, fue ascendido a jefe del desarrollo del rendimiento, lo que significa que ya no tendría que asistir a las carreras.

### Caso de espionaje
El 21 de junio de 2007 se informó de que Stepney fue objeto de una investigación penal por parte del fiscal del distrito de Módena, que se inició después de que Ferrari hizo según se informa una queja formal. No se dio ninguna razón para la investigación, con los detalles de la queja de no ser publicada. Un portavoz de Ferrari dijo a Reuters: "No está relacionado con ningún evento, sino que está relacionada con su comportamiento." Finalmente, la FIA que el espionaje existió gracias a los datos que Nigel robó de la base de Ferrari.
El 29 de septiembre de 2010, Stepney fue condenado a 1 año y 8 meses de prisión más una multa de dinero tras ser declarado culpable de "sabotaje, espionaje industrial y fraude deportivo". Stepney nunca cumplió la condena por atropello falleciendo en el acto.

## Fallecimiento
Stepney murió el 2 de mayo de 2014 en un accidente de tráfico en la autopista M20 en Ashford, Kent, Reino Unido. Sin embargo, no se han establecido las circunstancias exactas de su muerte. Aunque, según la policía, su vehículo estaba estacionado, y parecía «haber entrado en la calzada y luego posteriormente colisionó con un vehículo articulado de mercancías». Fue declarado muerto en el acto.